# Marie Reichert
Marie Reichert, född 16 april 2001, är en tysk basketspelare.
Marie Reichert deltog vid olympiska sommarspelen 2024 och var en del av det tyska lag som tog guld i 3x3-basket.